# Calicotome
Genre
Calicotome est un genre de plantes à fleurs dicotylédones de la famille des Fabaceae, sous-famille des Faboideae, originaire du bassin méditerranéen, qui comprend cinq espèces acceptées.

## Liste d'espèces
Selon The Plant List (9 novembre 2018) :
- Calicotome infesta (C.Presl) Guss.
- Calicotome ligustica (Burnat) Fiori
- Calicotome rigida (Viv.) Maire & Weiller
- Calicotome spinosa (L.) Link
- Calicotome villosa (Poir.) Link